# Mugiludupi, Sidlaghatta
Mugiludupi là một làng thuộc tehsil Sidlaghatta, huyện Chikkaballapur, bang Karnataka, Ấn Độ.